# Varholmen
Varholmen är ett naturreservat i Falköpings kommun i Västergötland.
Reservatet ligger sydväst om Stenstorp. Det avsattes som naturreservat 1936 och omfattar 3 hektar.  

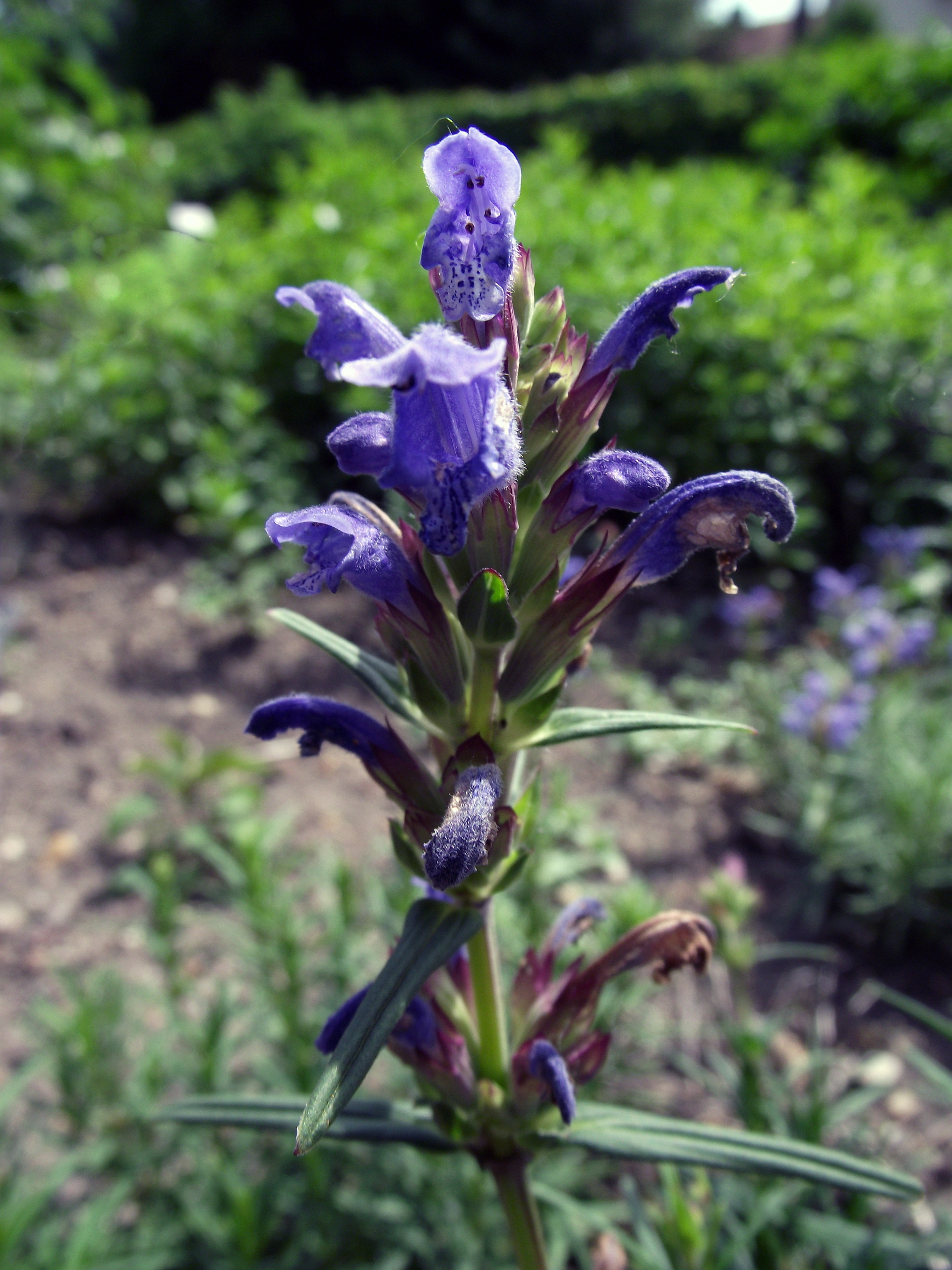
Drakblomma

Höjden Varholmen är en torrängsvegetation som är typisk för trakten kring Falköping. Den utgörs av en moränbildning, som ligger ovanpå kalkstenen. Där växer fjädergräs, drakblomma och smalbladig lungört. 
Området ingår i EU:s ekologiska nätverk av skyddade områden, Natura 2000.